# غیرممکن (فیلم ۱۹۶۶)
غیرممکن (عربی: المستحيل) یک فیلم به کارگردانی حسین کمال است که در سال ۱۹۶۶ منتشر شد. از بازیگران آن می‌توان به نادیا لطفی و کمال الشناوی اشاره کرد.